# Căpițe de fân: Toamna
Căpițe de fân: Toamna este o pictură în ulei pe pânză realizată de Jean-François Millet în 1874. Lucrarea prezintă un grup de căpițe de fân într-un câmp francez. Pictura este una dintr-o serie de patru picturi, una pentru fiecare anotimp, pe care Millet le-a realizat drept comandă pentru un industriaș francez. Pictura se află în colecția Metropolitan Museum of Art.